# Nationalpark Khao Sam Roi Yot
Der Nationalpark Khao Sam Roi Yot (Thai: อุทยานแห่งชาติเขาสามร้อยยอด) ist ein Nationalpark in der Provinz Prachuap Khiri Khan im südlichen Teil von Zentralthailand. Der 1966 eröffnete Park ist 98,8 Quadratkilometer groß.

## Geschichte
König Mongkut (Rama IV.), der sich sehr für die Naturwissenschaften interessierte, lud mehrere Gäste ein, die von ihm berechnete Sonnenfinsternis vom 18. August 1868 in der Gegend des heutigen Nationalparks von Khao Sam Roi Yot zu beobachten. Die Sonne verfinsterte sich tatsächlich zum berechneten Zeitpunkt, doch infizierte sich der Monarch in den Sümpfen mit Malaria, an der er zwei Wochen später verstarb.
Auch spätere Könige besuchten Sam Roi Yot, insbesondere die Phraya-Nakhon-Höhle. Diese besteht eigentlich aus zwei Höhlen, von denen die größere durch ein großes Loch in der Decke eindrucksvoll von Sonnenstrahlen erhellt wird. Für den Besuch von König Chulalongkorn (Rama V.) 1890 wurde der Kuha Karuhas Pavillon gebaut. Später kamen auch die Könige Vajiravudh (Rama VI.) und Bhumibol Adulyadej (Rama IX.) hierher.
Der Nationalpark Khao Sam Roi Yot wurde am 28. Juni 1966 eröffnet. 
Am 1. April 1982 wurde er auf die heutige Größe vergrößert.

## Geographie
Der Name Khao Sam Roi Yot bedeutet Berg mit 300 Gipfeln, welches die Landschaft recht gut beschreibt. Die schroffen Kalkstein-Hügel erheben sich bis zu 605 Meter Höhe direkt aus dem Golf von Thailand. Der westliche Teil des Parks wird von etwa 36,8 Quadratkilometer Süßwasser-Marschlandschaften (Thai: ทุ่งสามร้อยยอด) eingenommen. An der Küste gibt es Mangrovensümpfe.
Im Park liegen zwei Strände, Hat Laem Sala und der etwas größere Hat Sam Phraya in der Nähe der Park Headquarters bei Ban Khao Daeng.

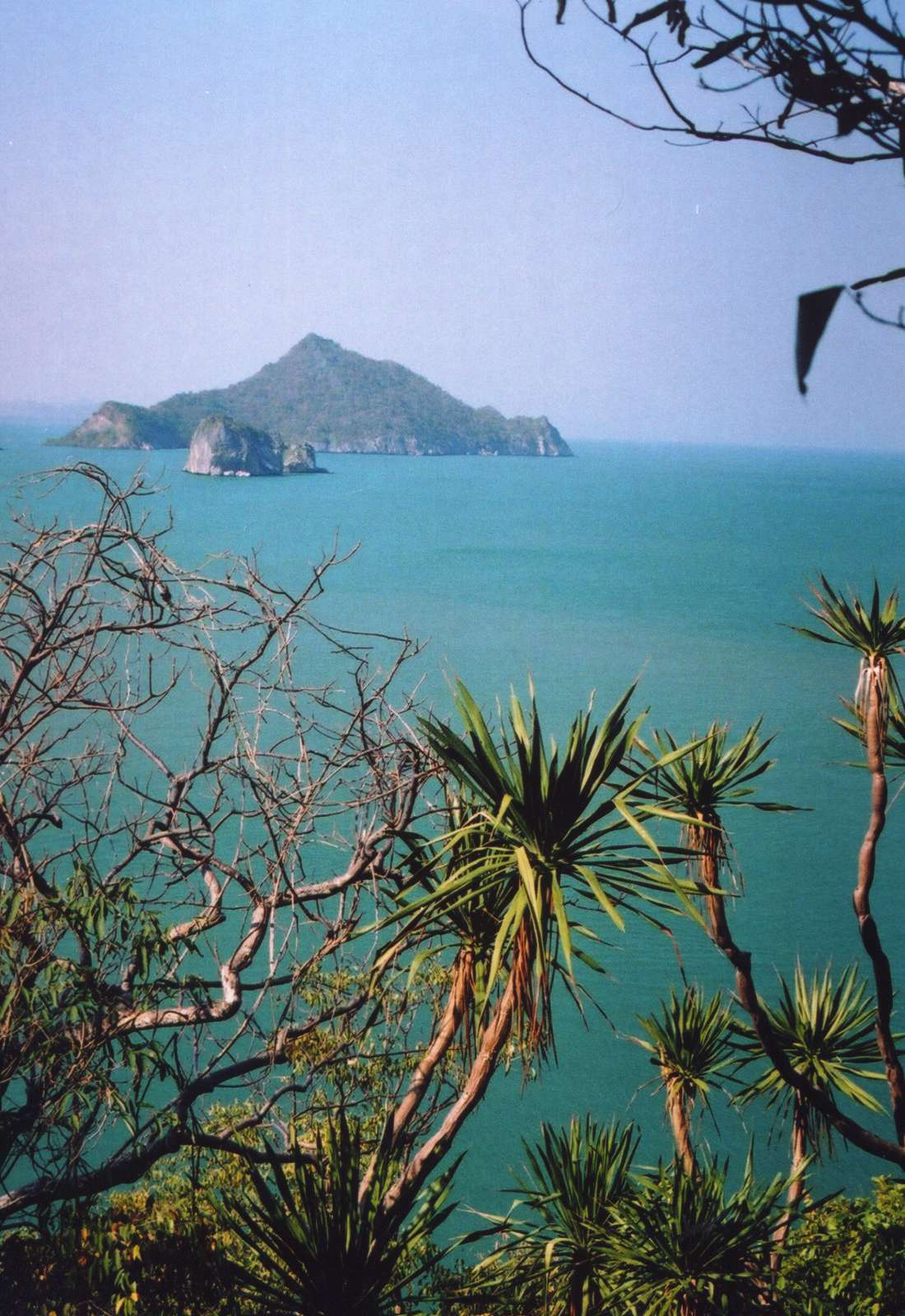
Bucht von Bang Pu

## Fauna
Im Park leben noch einzelne Exemplare des seltenen ziegenartigen Südlichen Seraus, der Javaneraffe und der Südliche Brillenlangur bevölkern den Strand und die Gegend rund um das Park-Headquarters, manchmal soll sogar ein Irawadidelfin hier vorbeikommen. Weitere seltene Tierarten, die hier gesichtet wurden, sind der Bengalische Plumplori, der Leoparden und der Bänderlinsang.
Der Nationalpark beherbergt eine große Vielfalt von Vögeln. Bis zu 28 Arten größerer Wasservögel, der Weißbauch-Seeadler sowie verschiedene Arten von Störchen und Reihern wurden hier beobachtet.

## Umwelt
Der Park wird an einigen Stellen rücksichtslos ausgebeutet, so dass sogar internationale Umweltorganisationen ihre Bedenken zum Ausdruck gebracht haben. Am meisten bedroht sind die etwa 40 km² großen Marsch-Landschaften, in denen sich zahlreiche Garnelenfarmer niedergelassen haben. Durch die Abflusskanäle der Aufzuchtbecken werden die Feuchtgebiete einerseits ausgetrocknet, andrerseits wird der Boden durch Antibiotika und Salzwasser dauerhaft geschädigt.
Die Sumpflandschaft ist die größte ihrer Art in Thailand und ist auch im Asian Wetlands Directory der International Union for Conservation and Natural Resources (IUCN) als schützenswert aufgeführt.

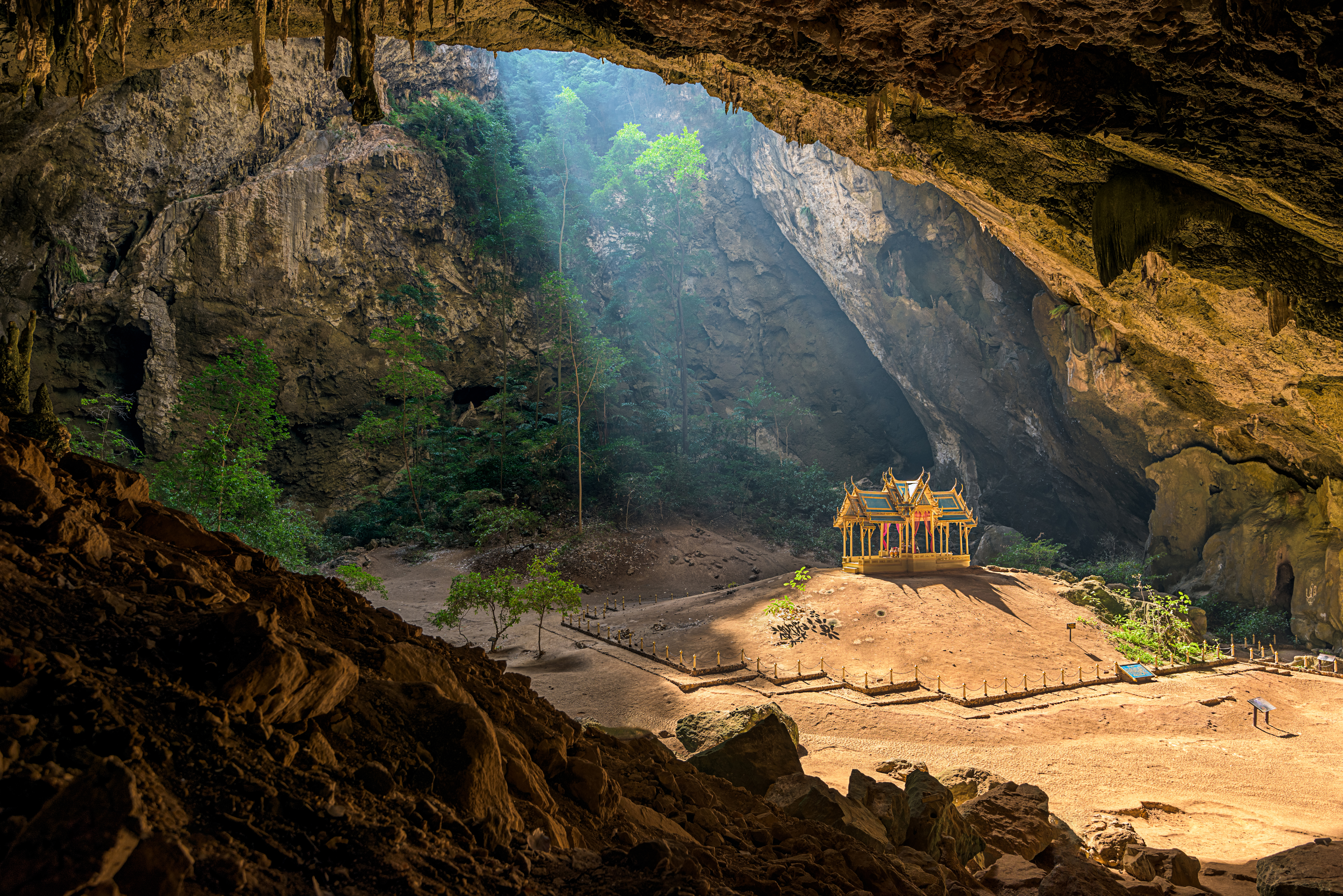
Phraya Nakhon Höhle mit dem Kuha Karuhas Pavillon

## Besuch des Parks
Der Khao Sam Roi Yot Park liegt etwa 320 Kilometer südlich von Bangkok, mit dem Auto benötigt man über den Highway 4 etwa vier Stunden. In Amphoe Pranburi biege man links ab, der Eingang zum Park liegt weitere 20 Kilometer entfernt. 
Die Phraya Nakhon-Höhle liegt etwa 30 Minuten Fußmarsch entfernt von Bang Pu. Von den Park-Bungalows am Strand geht es etwa 20 Minuten über einen ausgetrockneten, steinigen Bachlauf steil bergauf und anschließend wieder 15 Minuten steil hinunter in die Höhle.